# Turnawiec
Turnawiec – wieś w Polsce położona w województwie świętokrzyskim, w powiecie kazimierskim, w gminie Czarnocin.
W latach 1975–1998 miejscowość administracyjnie należała do województwa kieleckiego.

## Części wsi
| SIMC    | Nazwa | Rodzaj    |
| ------- | ----- | --------- |
| 0236240 | Korea | część wsi |

## Osoby związane z Turnawcem
Juliusz Joachim Slaski - ziemianin, właściciel majątku Turnawiec, działacz społeczny i gospodarczy, pionier przemian w rolnictwie.
Ludwik Slaski – ziemianin, właściciel majątku Turnawiec, znany działacz społeczny i gospodarczy w kieleckim, a po II wojnie światowej w Poznaniu.